# Detective Knight: Rogue
Detective Knight: Rogue (también conocida simplemente como Knight) es una película de acción estadounidense de 2022 dirigida por Edward John Drake, a partir de un guion de Drake y Corey Large, y producida por Large, Randall Emmett y George Furla. Sirviendo como la primera entrega de la trilogía Detective Knight, está protagonizada por Bruce Willis, Lochlyn Munro y Jimmy Jean-Louis.
Detective Knight: Rogue fue estrenada por Lionsgate en cines limitados y VOD el 21 de octubre de 2022, seguida de su lanzamiento en DVD y Blu-ray el 29 de noviembre de 2022.

## Reparto
- Bruce Willis como el detective James Edward Knight[1]
- Lochlyn Munro como Eric Fitzgerald[2]
- Jimmy Jean-Louis como Godwin Frensaw Sango[3]
- Beau Mirchoff como Casey Rhodes[2]
- Michael Eklund como Alistair Winna Winfred[2]
- Trevor Gretzky como Michael Rochester[4]
- Corey Large como Andrew Mercer[3]
- Johnny Messner como Brigga[3]
- Cody Kearsley como Dajon[2]
- Cazador diario como Lily[5]
- Alice Comer como Clara
- Keeya King (como Keeya Keeyes) como Nikki Sykes[2]
- Miranda Edwards como Anna Shea[2]
- Dax Campbell (como Dax Campbell) como Quinn[5]
- Ryan Xue como Chess Master[5]
- Jessica Rose como Bonnie Parker[5]
- Scott Cargle como Sean Beston[5]
- César Miramontes como Mike Herves[6]

## Producción
En octubre de 2021, Bruce Willis firmó para protagonizar una película de acción bajo el título provisional Knight. La película fue escrita y dirigida por Edward John Drake y producida por Randall Emmett y George Furla. La fotografía principal comenzó en Las Cruces, Nuevo México, el 25 de octubre de 2021. Knight es la primera producción cinematográfica de Nuevo México desde el incidente del homicidio involuntario en Rust. Debido al incidente de Rust, la producción de Knight decidió descartar todos los planes para usar cartuchos de fogueo en sus armas de utilería. En una entrevista con KOAT-TV, Drake dijo, en referencia a no usar espacios cartuchos de fogueo durante la filmación de Knight, "significa mucho más trabajo en la posproducción para que la película haga que estas armas se vean realistas, que es lo que se pretende con los cartuchos de fogueo, por lo que aumentó algunos costos allí, pero estaban más que dispuestos y felices de hacer esos cambios para garantizar la seguridad de todos".
Partes del centro de Las Cruces se cerraron temporalmente debido al cronograma de filmación de la producción. El rodaje se trasladó a Vancouver, Canadá, del 17 de noviembre al 14 de diciembre de 2021. Para el 9 de enero de 2022, la filmación había terminado, según Trevor Gretzky, quien coprotagoniza la película junto a Willis. Detective Knight: Rogue es una de las últimas películas protagonizadas por Willis, quien se retiró de la actuación porque le diagnosticaron afasia.

## Estreno
Detective Knight: Rogue fue estrenada por Lionsgate en cines limitados y VOD el 21 de octubre de 2022, seguido de su lanzamiento en DVD y Blu-ray el 29 de noviembre de 2022.